# Ralf Schumann
Ralf Schumann (Meißen, 10 de junio de 1962) es un deportista de tiro olímpico alemán, especializado en la modalidad de tiro rápido 25 metros.
Tricampeón olímpico en los Juegos Olímpicos de Barcelona 1992, Juegos Olímpicos de Atlanta 1996 y Juegos Olímpicos de Atenas 2004, campeón mundial en 1990 y 1998 (vice en 2002) y entre 1987 a 2003, 13 veces campeón europeo (individual y por equipo), es uno de los atletas de mayor éxito en el tiro deportivo. Anterior a esto, obtuvo Medalla de plata en la misma disciplina en los Juegos Olímpicos de Seúl 1988.
El 16 de agosto de 2008, Ralf Schumann ganó la medalla de plata en los Juegos Olímpicos de Pekín 2008 en la modalidad de Tiro rápido 25 metros masculino.